# Demirlä
Die Demirlä war ein Getreide- und Massenmaß auf der Halbinsel Krim und auch in Armenien. 
- Masseneinheit: 1 Demirlä = 1⁄8 Bakla = 15 Oka = 45 Pfund (russ.) = 1,125 Pud (1 P. = 16,36 Kilogramm) etwa 18,4 Kilogramm (errech.)
- Volumen: 1 Demirlä = 8 Garnetz (russ.)
- Armenien: 8 Demirlä = 1 Bakla = 147,424 Kilogramm[1]

Das größere Volumen- und Getreidemaß, der Bakla, entsprach einem Tschetwert bei Volumen, dem Gewicht nach einem Tschetwerik oder 120 Oken.
- ein Verhältnis von 8 Tschetwerik = 1 Tschetwert